# Krakonoš (opera)
Krakonoš je pohádková opera o třech jednáních českého skladatele Josefa Richarda Rozkošného na libreto Jaromíra Boreckého. Byla napsána v letech 1888–1889 a poprvé byla provedena 18. října 1889 v Národním divadle v Praze.

## Vznik a historie díla
Josef Richard Rozkošný se bezprostředně po rozhodném úspěchu své pohádkové opery Popelka obrátil k podobnému námětu snoubícímu romantický příběh s pohádkovou atmosférou a dávající prostor pro fantaskní výpravu, divadelní kouzla a balet – mytické postavě Krakonoše. Zatímco libreto k Popelce napsal již uznávaný hudební teoretik a libretista Otakar Hostinský, text ke Krakonošovi napsal, jak svou první práci většího rozsahu, stěží dvacetiletý básník Jaromír Borecký (1869-1951), žák Jaroslava Vrchlického.
Legendární postava Krakonoše byla od konce 18. století na jevišti častým hostem. Ve svých veselohrách a fraškách jej nechali vystupovat například August von Kotzebue, Friedrich de la Motte Fouqué, Ernst Pasqué, Václav Kliment Klicpera, Josef Kajetán Tyl nebo Josef Jiří Stankovský. I pro účely opernímu zpracování sáhla po této postavě před Rozkošným řada jiných skladatelů (Vincenc Tuček, Carl Maria von Weber, Louis Spohr, Friedrich von Flotow, Gustav Mahler. Operu Krakonoš (Rübezahl) od pražského skladatele Wilhelma Würfela uvedlo Stavovské divadlo již v roce 1824, i v Prozatímním divadle se roku 1866 hrála nenáročná stejnojmenná komická opera Augusta Conradiho.
Vzhledem k trvajícímu okouzlení Popelkou se zájmem očekávaná premiéra opery, konaná na počátku sezóny 1889/90, ukázala, že především mladý básník na složitý úkol nestačil. František Pala se domnívá, že „zpracoval romantickou pověst o milostném dobrodružství Krakonošově příliš vyumělkovaným slohem a rozvinul romantický děj v příliš složitých pásmech“. Kritické reakce na libreto oscilovaly od blahosklonného napomenutí po neskrývanou ironii. Národní listy psaly: „Po celý večer téměř nic se neděje. Všechny postavy jsou více méně nepravdivé a zcela nesympatické, scény srovnány beze vší logiky a bez ohledu na pravděpodobnost.“ Podle Politik „Každý energičtější tah dramatického dění změkne v lyriku; všechny postavy děje, ať už vládnou nadzemskými silami nebo ať jsou poddány těm pozemským, jsou hračkou v rukou náhody nebo překvapení, jež s nimi bezúčelně smýkají a bezdůvodně je zavádějí do úzkých.“ Vinu na volbě libreta však měl i skladatel. Kritik píše „Nechtěl bych mladému básníkovi Krakonoše, jenž je v dramatickém oboru ještě dojemně bláhovým dítkem, […] upřímnou kritikou jeho knihy […] brát odvahu k dalším literárním pokusům; ale vzít skladateli odvahu komponovat na první lepší text, který mu přijde pod ruku, to bych si přál, pokud by to bylo v mé moci.“
Kritika sice v zásadě uvítala, že skladatel od svého dřívějšího stylu postoupil k estetice hudebního dramatu jak v deklamaci a dialozích, tak v zacházení s orchestrem. Vedle gounodovského vlivu známého z Rozkošného oper bylo nyní možné slyšet i vliv Goldmarka, Wagnera a Smetany, ale současně se v Krakonošovi ukázalo „mnohem více vynalezeného a mnohem méně odposlouchaného než v dřívějších umělcových dílech“, přestože i nadále platilo, že „původní vynalézavost“ nepatřila mezi silné stránky skladatele. Kritice se však zdálo, že v novém, modernějším kompozičním směru „není dosud talentu jeho [=Rozkošného] dosti volno“ a že snaha o změnu stylu spolu s chabým a neinspirativním libretem vedly k celkovému výsledku mnohem slabšímu než u Popelky. Zejména vytýkala nedostatečnou charakterizaci postav, prostředí i situací a hromadění samoúčelných hudebních efektů (například hned tři bouře). Jak shrnul mnohem později muzikolog František Pala, „Rozkošný nestačil stavebně ani invenčně na choulostivý úkol“.
Obecenstvo tentokrát plně sdílelo nepříznivý soud kritiky. Úplné propadnutí opery ilustruje skutečnost, že byla reprízována jen jednou, přestože přinejmenším dvě reprízy byly v rámci abonentních cyklů Národního divadla novinkám zaručeny. Nikdy více již Rozkošného Krakonoš inscenován nebyl.
Libreto opery vydal v Praze roku 1890 Fr. A. Urbánek. Hlasy jsou uchovávány v archivu Národního divadla.

## Osoby a první obsazení
| osoba                                                                            | hlasový obor | premiéra (18. 10. 1889) |
| -------------------------------------------------------------------------------- | ------------ | ----------------------- |
| Krakonoš                                                                         | baryton      | Bohumil Benoni          |
| Květuše                                                                          | soprán       | Marie Panznerová        |
| Bronislav                                                                        | tenor        | Josef Konrát            |
| Vítek, jeho panoš                                                                | soprán       | Hana Cavallarová        |
| Blažek, hostinský                                                                | bas          | Karel Čech              |
| Marie, jeho žena                                                                 | alt          | Betty Fibichová         |
| Lída, jejich dcera                                                               | mezzosoprán  | Anna Veselá             |
| Jiří                                                                             | tenor        | Adolf Krössing          |
| Vesnický lid, prodavači, družina Bronislavova, duchové, pidimužíci a víly        |              |                         |
| Dirigent: Adolf Čech, režie: František Karel Kolár, choreografie Augustin Berger |              |                         |

## Děj opery

### 1. dějství
(Náves pohorské dědiny, jasné odpoledne) Ve vsi právě probíhá pouť a hospoda na návsi je plná. Nestačí se otáčet nejen hostinský Blažek a jeho žena, ale ani jejich dcera Lída a její nápadník Jiří (sbor Vzhůru číše! Vína šťávou). Pocestní obchodníci nabízejí nejrůznější zboží (sbor Panorámy leskem mámí), mezi ně se vmísil v převlečení za kořenáře i Krakonoš (árie Však nejlepší zboží já přece mám). Se svými kořínky má úspěch zejména u starých žen.
Náladu v hospodě rozvíří příjezd vznešeného hosta (sbor Jede rytíř, jede). Je to Bronislav, posel vladyky Ratibora, pána vsi, provázený svým panošem Vítkem. Bronislav vypráví, že Ratiborova krásná dcera Květuše zmizela. Bronislav, jemuž byla dívka zaslíbena, se ji vydal ihned hledat a od staré vědmy se dozvěděl, že ji unesl Krakonoš (árie Zlým žalem stižen jest váš dobrý vládce). Všichni soucítí s jeho smutkem a přejí Bronislavově výpravě zdaru (sbor Zlý zármutek na naše hlavy kles), jen Krakonoš se mu po straně vysmívá.
Bronislav trvá na tom, že ještě dnes musí pokračovat do Krakonošovy říše. Blažek s ním vysílá jako průvodce Jiřího. Ten úkol zprvu odmítá a připomíná, že do onoho království vede strmý most, z nějž spadne kdokoli, kdo na něj vkročí a skrývá hřích nebo zlost. Příslib Ratiborovy odměny a Lídiny ruky ho však přesvědčí. Přestrojený Krakonoš se k výpravě přihlásí pod záminkou, aby mu poskytla na cestě lesem ochranu (finále se zpěvy Jiřího Než Krakonoše říš kdo zočí a Krakonoše Přej mi slechu, vzácný pane a ansámblem Srdce mé plá lásky žárem).

### 2. dějství
(Pusté hory, nečas) Bronislav s průvodem dorazili k mostu. Po dlouhém váhání jej Jiří a Vítek přejdou, Bronslavovi se však v půli postaví do cesty Krakonoš a po chvíli trapného zápasu jej svrhne do propasti, načež zmizí. Horští duchové zpívají (Ve své říši noční tiší).
Krajina se změní v čarovnou zahradu u Krakonošova paláce. V ní dlí Květuše s družkami a trápí se steskem po domově (árie V těch síních zlatých bol mé srdce svírá… Kéž tě má matičko uhlídám zas). Přichází sem však bloudící Bronislav a oba jsou nadšeni i dojati vzájemným shledáním (duet Ó světe bájný, samým kvítím… Jsem tvá, jen tvá… Jak rosy krůpěj vlaží svadlý květ). Ozývá se však navracející se Krakonoš a Květuše jen stěží stačí Bronislava ukrýt v podzemní kobě. Krakonoš je do Květuše bezhlavě zamilován (árie Z dálného kraje do svojí říše), Květuše ho však jako vždy odmítá. Když jí chce Krakonoš násilím vyrvat polibek, neudrží se Bronislava a vyskočí z úkrytu na její obranu. Lesů pán by jej byl potrestal smrtí, kdyby Květuše nezasáhla: jestliže bude Bronislavův život ušetřen, je ochotna se za Krakonoše okamžitě vdát. Krakonoš po chvíli váhání přivolí (scéna Ten jiný směl tě líbat s vyprávěním Květuše Toť Bronislav, jenž mládí mého druh). Přicházejí duchové vykonat Krakonošovo přání (sbor Mocný pane, veliký králi). Ten jim představuje novou vládkyni (árie Co touhy moje dávno snily). Duchové provolávají Květuši slávu a následuje slavnostní rej čtyř živlů (balet).

### 3. dějství
(Jiná část Krakonošovy zahrady) Dívky ve svatebním průvodu přivádějí Květuši na práh komnaty, kde má strávit svatební noc (sbor Z temna tůně květů vůně). Květuše čeká na smluvený příchod Bronislava (árie Čas míjí rychle… Ó hluboká noci). Ten přichází a po novém vzájemném vyznání lásky oba milenci na naléhání Vítka prchají.
Krakonoš je rozjařen myšlenkou na nadcházející noc (árie Klid kolem, a mnou bouře zmítá). Květuši ale v komnatě nenalézá, a když vystoupí na balvan, vidí prchající čtveřici. Rozzuřen je stíhá bleskem, ale oni se již nacházejí mimo dosah jeho moci.
(Proměna – Návrší nad vesnicí s kapličkou) Zvoní se proti bouři rozpoutané Krakonošem, lid se modlí (sbor Náš Otče na nebesích). Vracejí se unavení, ale živí a zdraví Bronislav, Květuše, Vítek a Jiří. Květuše ještě žádá, aby se mohla za záchranu o samotě pomodlit (modlitba Dík vroucí, Pane, ti s rtů mých kane). Z oltářního obrazu náhle vystoupí Krakonoš a chce ji odvést, ale ani něžné přísahy lásky, ani hrozby Květuší nepohnou (Krakonošova árie Přišel jsem pro svou kořist… Odpustím ti, zulíbám tě… Anebo tě zničím, zrádná zmije). Květuše volá o pomoc a podaří se jí ubránit. Krakonoš musí odejít a k nohám jí vrhá snubní prsten. Bronislav Květuši odvádí a ptá se, co se přihodilo, ale Květuše hovoří jen o zlém přeludu a o naději, že na srdci svého snoubence nalezne mír. Lid je vyprovází (finále Na cestu vše připraveno… Ó šťastni poznovu).